# Гюлистан (мавзолей)
«Гюлистан» (азерб. Gülüstan) — мавзолей, расположенный в селении Гюлистан Джульфинского района Азербайджана, близ города Джульфы. Расположен мавзолей в зелёной лощине, непосредственно на берегу реки Аракс.

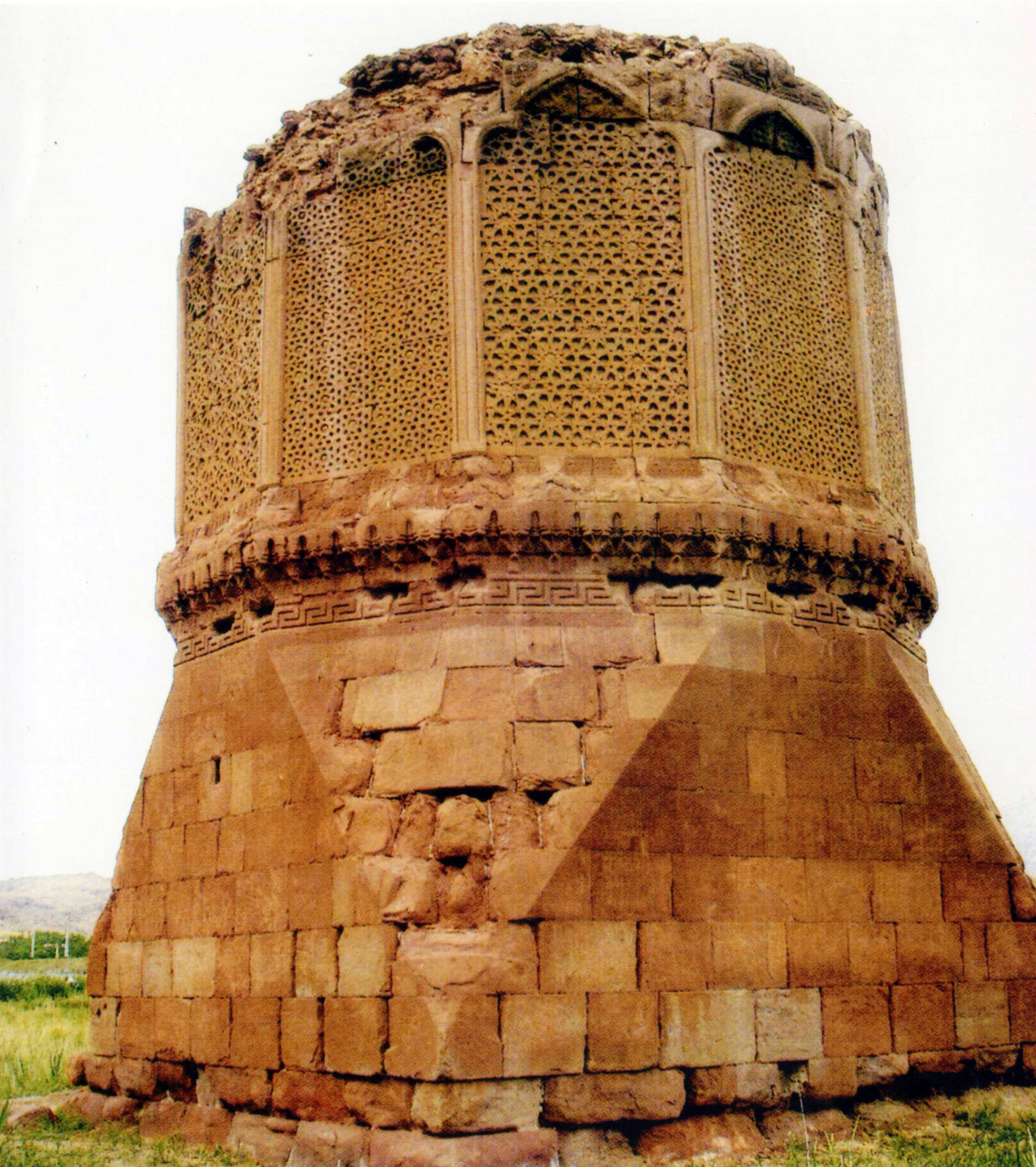
Вид мавзолея до реставрации

Мавзолей представляет собой двенадцатигранную башню, стоящую на мощном постаменте. В плане башня квадратная и с помощью клинообразно срезанных в двух плоскостях углов, переходит во втором ярусе в двенадцатигранник. Сильно развитый карниз завершает постамент. Над карнизом высится основной объём гюмбеза. Сложная и тонкая орнаментация покрывает плоскости граней верхнего объёма. Шатёр, который должет был венчать сооружение, не сохранился. Историк архитектуры А. Л. Якобсон отмечает, что такая композиция возникшая в армянском зодчестве, стала использоваться в азербайджанской мусульманской архитектуре. По словам К. М. Мамед-заде, в членениях и архитектурном декоре двенадцатигранного корпуса мавзолея явственно прослеживаются приемы, выработанные мусульманским зодчим Аджеми Нахчивани.
Ориентировочно памятник датируется концом XII или началом XIII века.